# مت همیلتون
مت همیلتون (انگلیسی: Matt Hamilton؛ زادهٔ ۱۹ فوریهٔ ۱۹۸۹) ورزشکار کرلینگ اهل ایالات متحده آمریکا است.
از افتخارات وی می‌توان به کسب مدال طلا در بازی‌های المپیک زمستانی ۲۰۱۸ اشاره کرد.